# Live Printemps de Bourges 2002
Live Printemps de Bourges 2002 è un album live di Jean-Michel Jarre, pubblicato esclusivamente per il download digitale su iTunes. Contiene quattro brani eseguiti dal vivo al Festival Musicale Printemps de Bourges a Bourges, Francia il 12 aprile 2002, davanti a 100 ospiti selezionati.

## Il disco
L'album contiene l'intera esecuzione Audio Brunch fatta nel Palais Jacques-Coeur, dove Jean Miche Jarre e Francis Rimbert mixano e improvvisano in unico e sperimentale audio set.

### Le tracce
Il brano "Alive in Bourges", intitolato "Bourges 2" durante l'esecuzione, è stato successivamente rielaborato ed eseguito da Jean-Michel Jarre e dal gruppo danese Safri Duo come Aero durante l'AERO Concert nel Gammel Vraa Enge Windmill Park, Aalborg, Danimarca il 7 settembre 2002.
Il brano "Metallic Souvenir", scritto originariamente nel 1969, intitolato "AOR (Bleu) 2002" durante l'esecuzione, fu in origine eseguito come "Bleu", durante il Jean Michel Jarre's Music Score for the Opera 'AOR', il 21 ottobre 1971 all'Opéra De Paris, Palais Gardnier, Parigi.
Il brano "Body Language", scritto per l'album Métamorphoses e intitolato "Metamorphoses 2002" durante l'esecuzione, era originariamente intitolato "Crazy Saturday". Nonostante non fosse mai stato pubblicato, il brano è apparso in una pubblicità della B&O, e in un video presso il Global Tekno Festival, a Avignone, nel 2000.
Il brano "Paris Bourges", intitolato "Bourges 1" durante l'esecuzione, vede Jean-Michel Jarre suonare del vivo uno dei più antichi strumenti musicali elettronici, il Theremin, inventato dal fisico russo Lev Sergeivich Termen nel 1919.

## Tracce
1. Alive in Bourges – 23:35
2. Metallic Souvenir – 6:37
3. Body Language – 4:41
4. Paris Bourges – 11:24